# Polythore picta
Polythore picta är en trollsländeart som först beskrevs av Jules Pièrre Rambur 1842.  Polythore picta ingår i släktet Polythore och familjen Polythoridae. Inga underarter finns listade i Catalogue of Life.